# Я — не робот (фільм)
«Я — не робот» (I'm Not a Robot) — нідерландський короткометражний фільм 2023 року режисерки Вікторії Вармердам, який отримав нагороду за найкращий короткометражний фільм на церемонії вручення премії «Оскар» у 2025 році.

## Сюжет
Голландська музична продюсерка Лара слухає на роботі кавер-версію пісні «Creep» гурту Radiohead у виконанні Scala & Kolacny Brothers, коли оновлення системи змушує її перезавантажити ноутбук. Оновлення представляє їй серію тестів CAPTCHA, які вона постійно провалює, незважаючи на те, що вводить правильні відповіді. Розчарована, вона телефонує до служби технічної підтримки. Голос на іншому кінці дроту каже, що Лара не може додзвонитися, бо вона робот, і що вона «не перша, хто дізнається про це таким чином». Відмовившись допомогти, голос кладе слухавку.
Лара провалює ще кілька тестів, після чого її перенаправляють на інший тест, який ставить низку довільних запитань, зокрема, чи відчуває вона себе аутсайдером і чи багатий її партнер; коли вона підтверджує, що її батьки загинули в аварії до того, як вона була достатньо дорослою, щоб пам'ятати їх, тест відповідає, що їх, швидше за все, ніколи не існувало. Коли вона завершує тест, він робить висновок, що з ймовірністю 87% вона - робот, і вітає її в «спільноті ботів». Занепокоєна, вона виходить з-за столу.
Лара телефонує своєму хлопцеві Даніелю і розповідає йому результат тесту, але він незграбно виправдовується і завершує розмову. На робочій зустрічі, присвяченій позитивній дискримінації, Лара відволікається, оскільки постійно намагається зв'язатися з Даніелем. Пізніше він приходить до неї на роботу разом із жінкою, яка представляється Пем, і розповідає Ларі, що вона насправді робот і п'ять років тому була обрана Даніелем, як його дівчина. Даніель намагається запевнити Лару, що вона все ще має емоції та автономію, але та відчуває, що її використовують, і йде на дах сусідньої багатоповерхової автостоянки.
Даніель біжить за Ларою і благає її не руйнувати їхні стосунки. Він розповідає, що єдине, що відрізняє Лару від людини, - це те, що вона запрограмована померти невдовзі після смерті Даніеля, оскільки він не бажав оплакувати її «знову», але каже їй, що вона все ще має свободу покинути його. Лара розпитує його про його померлу подругу Олівію і розмірковує, що сталося б, якби вона спробувала покінчити життя самогубством. З'являється Пем і стверджує, що Лара не здатна покінчити з життям, якщо Даніель цього не хоче. У відчаї Лара стрибає з даху. Невдовзі після удару об землю вона починає стікати кров'ю, але швидко приходить до тями. Починаються титри, і знову грає кавер-версія «Creep».

## Знімались
| Актор               | Роль               |
| ------------------- | ------------------ |
| Еллен Паррен        | Лора               |
| Генрі ван Лун       | Даніель            |
| Текла Ройтен        | Пам                |
| Жульєтт Ван Арденне | колега             |
| Асма Ель Муден      | Саар               |
| Софі Геппенер       | Біллі              |
| Йоеп Вермолен       | Клусьєман          |
| Сігер Слоот         | медичний працівник |